# Seznam písní Daniela Mikletiče
Toto je seznam textů písní, které napsal slovenský textař, scenárista, hudební producent, novinář, režisér a zpěvák Daniel Mikletič.
Napsal 500 až 550 písní. Během činnosti svého vydavatelství SQ Music nahrál i album, na kterém s ním zpíval další přední textař, Martin Sarvaš. Album s přetextovanými americkými šlágry neslo název Drobnosti majstrov.

## Seznam
- poz.: název písně – interpret – (autor hudby)

(h: ) – dosud nezjištěný autor hudby
- (na doplnění)

## A
- „Ach nebyť tej lásky“
- „Anička Dušička“ – Senzus – (h: slovenská lidová) – album: Volebný guláš Škvrna Records (1992)
- „Anonym“
- „Autoportrét“ – Mirka Brezovská – (Ali Brezovský) – album: Bratislavská Lýra ’84 Opus (1984)

## B
- „Babička“
- „Bacilonosič“
- „Basketbal alebo ja!“ – Banket – (Martin Karvaš, Richard Müller) – album: Bratislavská lyra Opus (1985)
- „Bejby nehreš!“ – Senzus – (h: ) – album: Senzus – Modern Senzus Mix SQ Music (1999)
- „Bešja Ičaj“ – Senzus – (h: lidová) – album: Senzus – Rómska hlava XXII SQ Music (1998)
- „Biele Vianoce“ – Senzus – (Irving Berlin) – album: Senzus 15, Veselé Vianoce – Slovenské koledy a Vianočné piesne (1996)
- „Bigbitový vírus“
- „Bioelectrovision“ – Banket – (Richard Müller) – album: Up the stairs Opus (1986)
- „Bioelectrovision ´97“ – Hex – (Richard Müller, Svatopluk Juřík) – album: Ultrapop (1997)
- „Bioelektrovízia“ – Banket – (Richard Müller, Svatopluk Juřík) – album: Bioelektrovíza Opus (1986)
- „Blondína“
- „Blúdenie za láskou“
- „Bodaj by vás vy poslanci“ – Senzus – (h: slovenská lidová) – album: Volebný guláš Škvrna Records (1992)
- „Boja sa bolesti“ – Ventil SK – (Ján Kuric) – album: Nie sú ľudia (2022)
- „Bozky na čelo“ – Oľga Záblacká – (h: ) (1987)
- „Bratislavské baby“ – Duo Haligali – (Daniel Mikletič, Ivan Minárik / Daniel Mikletič & Martin Sarvaš) – album: Drobnosti majstrov SQ Music (1994)
- „Bratislavské haligali“ – Duo Haligali – (Ľudovít Janko / Milan Semík) – album: Drobnosti majstrov SQ Music (1994)
- „Bratislavskí kovboji“ – Miroslav Noga a Štefan Skrúcaný – (Gabriel Dušík) – album: Molotow Coctail BMG Ariola (1995)
- „Bratr Lui“
- „Bugár Béla náš“ – Senzus – (h: ) – album: Senzus – Modern Senzus Mix SQ Music (1999)
- „Bytové jadro problému“ – Banket – (Andrej Šeban) – album: Druhá doba?! Opus (1988)

## C
- „Cafe Štefanka Tango“ – Ivo Heller – (h: ) (1991)
- „Cengot mincí“
- „Cesta do rozprávky“
- „Cievy z Demänovky“ – Senzus – (h: partyzánská hymna Cievnych slávností) – album: Senzus – Slivkové gule SQ Music (1997)
- „Cintorín nenarodených piesní“ – Richard Müller, Banket – (Richard Müller) – album: Vpred! Opus (1990)

## Č
- „Čakanie na zázrak“
- „Čierne – staré“ – Prešporok – (Kliment Ondrejka) – album: Tancujúca kráľovná PunktZ (2012)
- „Čím je človek“
- „Čo môžeš urobiť pre zachovanie mieru“
- „Čo s blondínou“ – Robo Grigorov – (Robo Grigorov) – album: Balady (2006)
- „Čosi zostalo v mojom srdci“
- „Čo ste voliči (part 1.)“ – Senzus – (h: lidová) – album: Senzus – Tretí volebný guláš SQ Music (1998)
- „Čo ste voliči (part 2.)“ – Senzus – (h: lidová) – album: Senzus – Tretí volebný guláš SQ Music (1998)
- „Črepy“ – Eva Mária Uhríková – (Rudolf Géri) (1987)

## D
- „Daj mi len deň“ – Golden Storm – (Stano Šimor) (2009)
- „Daj mi svoju lásku“ – Duo Haligali – (Billy Gibbons, Dusty Hill, Frank Beard / Daniel Mikletič & Martin Sarvaš, citace textu Kamila Peteraje) – album: Drobnosti majstrov SQ Music (1994)
- „Dana a Luba“
- „Daruj mi jednu noc“ – Robo Grigorov – (Robo Grigorov) – album: Noconi Opus (1990)
- „Dá sa“
- „Deň bez aut“
- „Deň s malým D“
- „Dievča neplač“ – Mirka Brezovská, Mona Lisa – (Ján Hyža) – album: Let Opus (1988)
- „Dievča neplač“ – Ingola – (Ján Hyža) – album: Ingola – Som tvoj anjel SQ Music (2001)
- „Dievča z Lazov“
- „Dnes je štedrý deň“ – Senzus – (Boney M.) – album: Veselé Vianoce SQ Music (1996)
- „Doba kávová“ – Mirka Brezovská – (Peter Koller) – album: Let (1987)
- „Dobré ráno“
- „Dočasné čakárne na večnosť“
- „Doktor Dolár“
- „Dosť bolo dost“ ft. Jiří Korman, Pepa Nos, Václav Kopta – Nervózní Čert – (h: slovensko-romsko-česko-moravská lidová) – CD singl: „Perumos (Bomba)“ / „Dosť bolo dost“ Popron (1992)
- „Dolu schodmi“
- „Do tla“
- „Dva metre v hubertuse“ – Banket – (Martin Karvaš) – album: Banket 1984–1991 Opus (1994)
- „Dve zrnká piesku“
- „Dvojičky (zvučka)“
- „Dvojičky (upútavka)“
- „Dvory“

## E
- „El Kondor Prasa“ – Senzus – (h: slovenská lidová) – album: Druhý volebný guláš SQ Music (1994)
- „Espresso tón“ – Banket – (Svatopluk Juřík, Richard Müller) – vinyl: „Namyslená“ / „Espresso Tón“ Opus (1986)
- „Ešte som sa nelustroval“ – Senzus – (h: slovenská lidová) – album: Volebný guláš Škvrna Records (1992)

## F
- „Faces in the dark“
- „Fatamorgána“ – Jana Kirschner – (Andrej Šeban) – album: Jana Kirschner Radosť (1997)
- „Filmy Hollywoodu“

## G
- „Get out of my way“ / „Nezavadzaj“ – Banket – (Richard Müller) – album: Up the stairs Opus (1986)
- „Gipsy mix II.“
- „Grafikom“ – Banket – (h: ) (1985)

## H
- „Hádam a… Eva“ – Peter Lipa – (Boris Urbánek) – album: Je to stále tak Opus (1988)
- „Hello boy“ – Laco Lučenič – (Laco Lučenič) – album: Pilot From Nowhere Opus (1988)
- „Hifi dieťa“
- „Hlava XXII“ – Ventil RG – (Milan Tomčala) – album: Randal 2007 Universal Music Group (2007)
- „Hľadanie zázraku“
- „Hodiny na starej radnici“ – Júlia Hečková – (Vašo Patejdl) – album: Maturitné tablo Opus (1989)
- „Hop trop“
- „Horenoska Evička“
- „Hosť v panoptiku“ – Richard Müller, Banket – (Svatopluk Juřík) – album: Bioelektrovízia Opus (1986)
- „Hotel Americký sen“
- „Hudobná rodina“
- „Hunter’s life“ ft. Ondřej Hejma – Banket – (Richard Müller) – album: Up the stairs Opus (1986)

## Ch
- „Cháp ma“ – Oľga Záblacká ft. Kiwi – (Michal Dúžek) – vinyl: „Cháp ma“ / „Eurococtail ´90“ Opus (1990)
- „Chcel, dnes by som chcel“ – Senzus – (h: ) – album: Senzus – Modern Senzus Mix SQ Music (1999)
- „Chceš mať viac“
- „Chceš stále viac“ – Júlia Hečková – (Peter Hečko) – album: The Best Of Peter & Júlia SQ Music (1994)
- „Chladné hotely“ – Banket – (Richard Müller) – album: Banket 1984–1991 Opus (1994)

## I
- „Ideál“ – Extip – (Miki Mikuška) – album: Pekný Škaredý Deň (1991)
- „Interkelnománia“ – Senzus – (h: lidová) – album: Senzus – Tretí volebný guláš SQ Music (1998)

## J
- „Ja“
- „Ja parobek z Kapušan (Kapura)“
- „Ja som len z Gumy Macko“ – Tomáš Horváth – (Tonekind, Papabär) – Gummibär Zavodsky (2007)
- „Je čas prestať vnímať čas“
- „Jeden malý škandál“
- „Jednou dvakrát na Vikárce“ – Senzus – (Jaromír Vejvoda) – album: Volebný guláš Škvrna Records (1992)
- „Je nás viac“ – Mirka Brezovská, Ventil RG – (Robo Grigorov) – album: Martin ’84 – Pre Lásku, Pre Šťastie Opus (1984)

## K
- „Kam?“ – Alena Máleková-Čermáková – (h: ) (1987)
- „Kamaráti“
- „Kde sa baví Golonka“ – Senzus – (h: ) – album: Senzus – Modern Senzus Mix SQ Music (1999)
- „Kedy mi konečne sľúbiš“
- „Keď prídeš na zábavu“
- „Keď sa stráca láska“
- „Keď ťa život“
- „Kengura“ – Extip – (Miki Mikuška) – album: Pekný Škaredý Deň (1991)
- „Kiks“ – Mirka Brezovská, Mona Lisa – (Peter Uherčík) – album: Mirka Brezovská – Hrá Skupina Mona Lisa Opus (1986)
- „Kladný hrdina“ – Pavel Drapák – (Pavel Drapák) – album: Prabra (2005)
- „Kľúčik“
- „Kontroločka“
- „Košický Barón“ – Senzus – (Emmerich Kálmán) – album: Senzus – Tretí volebný guláš SQ Music (1998)
- „Kraken“ – Extip – (Miki Mikuška) – album: Kraken WEA (2001)
- „Krásna Meira“
- „Kým to vzdáš“ – Mirka Brezovská – (h: ) (1989)

## L
- „Láska a čas“
- „Láska je…“
- „Láska je ópium slabých“ – Martin Ďurinda – (Martin Ďurinda) – album: Perfektný Svet Monitor Slovakia (1997)
- „Láska na kolenách“ – Júlia Hečková – (Peter Hečko) – album: Trinásta izba Opus (2008)
- „Leť“
- „Listy z VÚ“ ft. Kája Minařík – Vladimíra Grätzerová, Jozef Ryrľjak – (Daniel Mikletič) – vinyl: Zlatý Palcát Supraphon (1988)
- „Líška na úteku“ – Martin Ďurinda – (Martin Ďurinda) – album: Perfektný Svet Monitor Slovakia (1997)
- „Lovci perál“ – Duo Haligali – (Daniel Mikletič) – album: Drobnosti majstrov SQ Music (1994)
- „Ľudia sú šťastní len keď sú voľní“ – Martin Ďurinda – (Martin Ďurinda) – album: Perfektný Svet Monitor Slovakia (1997)
- „Ľudia XX. storočia“ – Plus Mínus – (Richard Müller) – album: 133 Universal Music Group (2000)

## M
- „Made in CzechoSlovakia“
- „Mambo TV dám“ – Senzus – (h: ) – album: Senzus – Mamám a otcom SQ Music (1999)
- „Mana Mana“ – Ingola – (Peitro Umilliani) – album: Ingola – Som tvoj anjel SQ Music (2001)
- „Martian“ – Laco Lučenič – (Laco Lučenič) – album: Pilot From Nowhere Opus (1988)
- „Maturitné stretnutie“ – Berco Balogh – (Pavol Kvassay, Berco Balogh) (1987)
- „Maturitné tablo“ – Júlia Hečková – (Vašo Patejdl) – album: Maturitné tablo Opus (1989)
- „Mať tak osemnásť“ – Júlia Hečková – (Júlia Hečková) – album: Maturitné tablo Opus (1989)
- „Mať tak ruky ako Diego Maradona“ – Banket – (h: ) (1986)
- „Mám iba dva doláre“ – Senzus – (h: ) – album: Senzus – Modern Senzus Mix SQ Music (1999)
- „Mám pomaly 100 kilo“ – Duo Haligali – (Ritchie Blackmore, Ian Gillan, Roger Glover, Ian Paice, Jon Lord / Daniel Mikletič & Martin Sarvaš) – album: Drobnosti majstrov SQ Music (1994)
- „Mám rád“ ft. Vlasta Brezovská – Dušan Grúň – (Ali Brezovský) – album: Starý rodný dom CS Music (1993)
- „Máš svoj vek“ – Ingola – (Dino Fekaris) – album: Ingola – Som tvoj anjel SQ Music (2001)
- „Medzi nami“
- „Meškajúci princ“
- „Milionár“ – Berco Balogh – (Berco Balogh, VV-Systém) (1987) – album: Farbami dýcha noc Opus (1995)
- „Milionár 2007“ – Berco Balogh – (Berco Balogh) – album: Siedmy pád Musica (2007)
- „Mini“
- „Minútový klaun“
- „Modrá planéta“
- „Mona Lisa“
- „More dlhov“
- „Možno rokmi“
- „Možno zajtra prídem k Vám“ – Duo Haligali – (Pavol Hammel / Boris Filan) – album: Drobnosti majstrov SQ Music (1994)
- „Môj dom“ – Júlia Hečková – (Pavol Hammel) – album: Maturitné tablo Opus (1989)
- „Môj dvor je vzorom všetkým dvorom“ – Ventil RG – (Milan Tomčala) – album: Randal 2007 Universal Music Group (2007)
- „My name is no name“ – Jana Kirschner – (Andrej Šeban) – album: Jana Kirschner Radosť (1997)
- „My nie sme gigolo“ – Duo Haligali – (Leonello Casucci, Irving Ceasar, Spencer Wiliams / Daniel Mikletič & Martin Sarvaš) – album: Drobnosti majstrov SQ Music (1994)

## N
- „Na Fržana!“ – Senzus – (A. Simone) – album: Senzus – Samba Mix SQ Music (1997)
- „Naivná“
- „Na jednej palube“
- „Na jednu noc“
- „Na to nemáš“
- „Narodený na Slovensku“ – Martin Ďurinda – (Martin Ďurinda) – album: Perfektný Svet Monitor Slovakia (1997)
- „Našinec v cudzích krajinách“ – Richard Müller, Banket – (Boris Urbánek) – album: Vpred! Opus (1990)
- „Náhodou“
- „Náhradná“
- „Nález na svedomí“ – Banket – (Richard Müller) – Druhá doba?! Opus (1988)
- „Nápisov plné múry“
- „Návšteva tety nudy“ – Júlia Hečková – (Laco Lučenič) – album: Maturitné tablo Opus (1989)
- „Nehodička“
- „Nechaj hviezdy (Pani Luna)“ – Jozef Ivaška – (Paul Lincke) – album: Ó, otec môj Rádio Bratislava (Slovenský rozhlas) (1997)
- „Nechajte si ju“ – Vidiek – (Ján Kuric) – album: Nechajte si ju Opus (1988)
- „Neónová vlna“
- „Neplač za mnou okres Snina“ ft. Jano Hrča – Senzus – (Andrew Lloyd Webber) – album: Senzus – Slivkové gule SQ Music (1997)
- „Nestojí to za veľa“ – Peter Lipa – (Boris Urbánek) – album: That's the Way It Is Opus (1988)
- „Neviem či viem“ – Robo Grigorov – (Robo Grigorov) – album: Balady (2006)
- „Neviem či viem klamať“ – Robo Grigorov – (Robo Grigorov) – album: Balady (2006)
- „Nezavadzaj“ – Banket – (Richard Müller) – album: Bioelektrovízia Opus (1986)
- „Nezvestný“ – Gravis – (Gabriel Dušík) – vinyl: „Nezvestný“ / „V zelenom“ Opus (1987)
- „Nezvestný“ – Miroslav Noga a Štefan Skrúcaný – (Gabriel Dušík) – album: Molotow Coctail BMG Ariola (1995)
- „Nie sú ľudia“
- „Nikde nikto“ – Extip – (Korbeľ) – album: Pekný Škaredý Deň (1991)
- „Nikto nie je dokonalý“

## O
- „Očko na pančuchách“ – Júlia Hečková – (Peter Hečko) – album: Maturitné tablo Opus (1989)
- „Od piesne k piesni“ – Mirka Brezovská – (Ali Brezovský) – album: Bratislavská Lýra ’85 Opus (1985)
- „Odvrátená strana mäsiara“
- „Ohňová zem“ – Laco Lučenič – (Laco Lučenič) – album: Zastávky na znamenie Opus (1987)
- „On ona a off“
- „O päť minút dvanásť“ – Martin Ďurinda – (Martin Ďurinda) – album: Perfektný Svet Monitor Slovakia (1997)
- „Ostrov strát“ – Laco Lučenič – (Laco Lučenič) – album: Zastávky na znamenie Opus (1987)
- „Oznamenočko“
- „Óda na radosť“
- „Ó, Mariana“ – Senzus – (Vlaho Paljetak) – album: Senzus – Jubilejný SQ Music (1998)

## P
- „Pani učiteľke“
- „Patríš medzi nás“ – Prešporok – (Kamil Vilinovič) – album: Tancujúca kráľovná PunktZ (2012)
- „Perfektný svet“ – Martin Ďurinda – (Martin Ďurinda) – album: Perfektný Svet Monitor Slovakia (1997)
- „Peroxid blond“ – Richard Müller, Barbara Haščáková – (Martin Tomčala) SQ Music (1995)
- „Plážový hit“
- „Plesový marš“ – Richard Müller, Banket – (Johann Strauss starší) – album: Druhá doba?! Opus (1985)
- „Poctivá“ – Nový Al-bum – (Tibor Čech) – album: Blázni Opus (1993)
- „Poďme s pravdou von“
- „Poď, poď na Slovensko!“ – Duo Haligali – (2 Unlimited / Daniel Mikletič & Martin Sarvaš) – album: Drobnosti majstrov SQ Music (1994)
- „Poetry of my teachers“ – Banket – (Svatopluk Juřík) – album: Up the stairs Opus (1986)
- „Po schodoch“ – Richard Müller, Banket – (Vašo Patejdl) – album: Bioelektovízia (1986)
- „Poslanec Fero“ ft. Boris Filan – Senzus – (Jožo Ráž) – album: Volebný guláš Škvrna Records (1992)
- „Povedz mi otec“ – Duo Haligali – (Viliam Bukovský / Michal Belák, Martin Sarvaš & Daniel Mikletič) – album: Drobnosti majstrov SQ Music (1994)
- „Povedzte mi mamko“
- „Povinná poézia po rokoch“ – Banket – (Svatopluk Juřík) – album: Bioelektrovízia Opus (1986)
- „Pravda penazí“
- „Praveký manekýn“ – Banket – (Martin Karvaš, Richard Müller, Svatopluk Juřík) – album: Banket 1984–1991 Opus (1994)
- „Prázdninová pieseň“ – Jiří Štědroň, Taktici (různí interpreti) – (Ali Brezovský) – album: Smoliari a iné (1995)
- „Prečo vy ľudia XX. storočia“ – Banket – (Richard Müller) – album: Druhá doba?! Opus (1985)
- „Predvolebný guláš si dám“ – Senzus – (František Hergott) – album: Senzus – Tretí volebný guláš SQ Music (1998)
- „Prelom všetky múry“ – Júlia Hečková – (Vladimír Zahradníček) – album: Maturitné tablo Opus (1989)
- „Premávočka“
- „Prepáč mi môj svet“ – Martin Ďurinda – (Martin Ďurinda) – album: Perfektný Svet Monitor Slovakia (1997)
- „Priateľstvo je“
- „Priateľ zvon“
- „Prízrak Rock ´n roll“ – Martin Ďurinda – (Martin Ďurinda) – album: Perfektný Svet Monitor Slovakia (1997)
- „Proba polka“
- „Proč tá oda“ – Senzus – (Jaromír Vejvoda) – album: Volebný guláš Škvrna Records (1992)
- „Prosila ulica premiéra“ – Senzus – (h: slovenská lidová) – album: Volebný guláš Škvrna Records (1992)
- „Prvé milovanie“ – Oľga Záblacká, Kiwi – (Michal Dúžek) – vinyl: Oľga Záblacká so skupinou Kiwi – „Tak si ma už všimni“ / „Prvý krát“ Opus (1988)
- „Prvé milovanie alebo prvýkrát“ – Oľga Záblacká, Kiwi – (Michal Dúžek) – vinyl: Oľga Záblacká so skupinou Kiwi – „Tak si ma už všimni“ / „Prvý krát“ Opus (1988)
- „Prvé slová prvé otázky“
- „Prvý krát“ – Oľga Záblacká, Kiwi – (Michal Dúžek) – vinyl: Oľga Záblacká so skupinou Kiwi – „Tak si ma už všimni“ / „Prvý krát“ Opus (1988)

## R
- „Radšej budem dnes aktívny“ – Ventil RG – (Milan Tomčala) – album: Randal 2007 Universal Music Group (2007)
- „Rádioaktívny udavač“ – Ventil RG – (Ján Kuric) – album: Mír všem! Panton (1983)
- „Rád mám“
- „Reči“
- „Rekord“
- „Rock N Roll“
- „Rozvrh hodín“
- „Rum až z Jamajska“ – Senzus – (h: ) – album: Senzus – Modern Senzus Mix SQ Music (1999)
- „Ružový obrúsok“

## S
- „Scenár tuctového príbehu“ – Júlia Hečková – (Miroslav Žbirka) – album: Maturitné tablo Opus (1989)
- „SDKelko“ – Senzus – (Emmerich Kálmán) – album: Senzus – Tretí volebný guláš SQ Music (1998)
- „Sedem nedostatočných“
- „Senzi Senzus I. (intro)“ – Senzus – (Igor Fekete) – album: Senzi Senzus SQ Music (1997)
- „Senzi Senzus II. (outro)“ – Senzus – (Igor Fekete) – album: Senzi Senzus SQ Music (1997)
- „Senzus ide!“ – Senzus – (h: ) – album: Senzus – Modern Senzus Mix SQ Music (1999)
- „Schodišťový diplomat“ – Peter Lipa – (Boris Urbánek) – album: That's the Way It Is Opus (1988)
- „Si bomba“ – Daniel Junas – (Daniel Junas) – album: Fantóm do perín Monitor (1992)
- „Sila pravdy“ – Martin Ďurinda – (Martin Ďurinda) – album: Perfektný Svet Monitor Slovakia (1997)
- „Skúšky z lásky“ – Gravis – (Štefan Hegedüš) – album: Kolotoč masiek (1989)
- „Skúšky z lásky“ – Salco – (Štefan Hegedüš) – album: Dance Relax Music (1994)
- „Skúšky z lásky“ – Ingola – (Štefan Hegedüš) – album: Ingola – Som tvoj anjel SQ Music (2001)
- „Skúštička“
- „Slovak feeling“ – Banket – (Richard Müller) – album: Up the stairs Opus (1986)
- „Slovenčina“ – Banket – (Richard Müller) – album: Bioelektrovízia Opus (1986)
- „Slovenská nátura“
- „Slovenská samba“
- „Slovenské baby“
- „Slovenský tanec“ – Vidiek – (Ján Kuric) – album: Nechajte si ju Opus (1988)
- „Slovná coridda“
- „Slzy, pot a krv“ – Skupina Miroslava Valenty, Michaela Marienková – (Miroslav Valenta) – vinyl: Martin ´88 – Pieseň o najvzácnejšom dare Opus (1988)
- „Sľúbili sme si lásku“ – Duo Haligali – (Ivan Hoffman / Ivan Hoffman, Martin Sarvaš & Daniel Mikletič) – album: Drobnosti majstrov SQ Music (1994)
- „Sľúbili ste nám lásku“ – Senzus – (Ivan Hoffman) – album: Volebný guláš Škvrna Records (1992)
- „Smej sa“
- „Smelo robotnici v nogu“ – Senzus – (h: slovenská lidová) – album: Druhý volebný guláš SQ Music (1994)
- „Sníček“
- „Snívajme“ – Senzus – (Boney M.) – album: Veselé Vianoce SQ Music (1996)
- „Sny Vianočných želaní“
- „Som iba herec“
- „Som rád, že Ťa stretnem len náhodou“ – Duo Haligali – (Martin Ďurinda / Martin Sarvaš) – album: Drobnosti majstrov SQ Music (1994)
- „Spomienka na otca“
- „Staircase diplomat“
- „Stará dobrá hudba“
- „Stehná“ – Senzus – (h: ) – album: Senzus – Modern Senzus Mix SQ Music (1999)
- „Strana 80“ – Ventil RG – (Milan Tomčala) – album: Randal 2007 Universal Music Group (2007)
- „Stráž ma“
- „Stráž si čo máš“ – Tublatanka – (Jozef Dubán) – album: Znovuzrodenie Monitor Slovakia (1995)
- „Svet bez aut“
- „Svet bez piatkov“
- „Svet sa dohodol“
- „Svet v dámskych kabelkách“ – Oľga Záblacká – (Michal Dúžek) – vinyl: Oľga Záblacká so skupinou Kiwi Opus (1987)

## Š
- „Šalalala song“ – Ingola – (Torben Lendager) – album: Ingola – Som tvoj anjel SQ Music (2001)
- „Šaty a ty“ – Oľga Záblacká
- „Šlágerparáda“
- „Štrbina možnej lásky v grafikone nesmelého muža“ – Banket – (Martin Karvaš) – album: Druhá doba?! Opus (1985)

## T
- „Tajná výprava“
- „Tak si ma už všimni“ – Oľga Záblacká, Kiwi – (Michal Dúžek) – vinyl: Oľga Záblacká so skupinou Kiwi – „Tak si ma už všimni“ / „Prvý krát“ Opus (1988)
- „Tato poď dom!“ – Senzus – (h: ) – album: Senzus – Modern Senzus Mix SQ Music (1999)
- „Tatry 2000“ – Ventil RG – (Milan Tomčala) – album: Randal 2007 Universal Music Group (2007)
- „Taxameter tango“
- „Tento rap“ ft. Džuva a Lyrik H – (K. Lakatoš) – album: JSS – Kompromis SQ Music (1997)
- „Ten tvoj plán“ – Júlia Hečková – (Pavol Hammel) – album: Maturitné tablo Opus (1989)
- „Testament“
- „Tichá pošta Vianočných želaní“
- „Tisíc správnych dní“
- „Tmavomodrý svet“
- „To bol had ako drak“ – Senzus – (h: ) – album: Senzus – Modern Senzus Mix SQ Music (1999)
- „Trofeje ľudí“ – Banket – (Richard Müller) – album: Bioelektrovízia (1986)
- „Trošku strachu“ – Júlia Hečková – (Júlia Hečková) – album: Maturitné tablo Opus (1989)
- „Ty strácaš lesk“

## U
- „Udavač“ – Vidiek, Bez ladu a skladu – (Ján Kuric, Michal Kaščák) – vinyl: DiscoPles ´90 Opus (1990)
- „Upísaní“
- „Uprising of the night“ – Laco Lučenič – (Laco Lučenič) – album: Pilot From Nowhere Opus (1988)
- „Up the stairs“ – Richard Müller, Banket – (Vašo Patejdl) – album: Up the stairs Opus (1986)
- „Uži si sveta“
- „Už je to za nami“ ft. Martin Sarvaš – Duo Haligali – (Gilkuson, Tehr, Miller) – album: Drobnosti majstrov SQ Music (1994)
- „Už tie voľby idú“ – Senzus – (h: slovenská lidová) – album: Volebný guláš Škvrna Records (1992)
- „Účet zo života“
- „Úvodný kuplet“

## V
- „Vadí-nevadí“ – Martin Ďurinda – (Martin Ďurinda) – album: Perfektný Svet Monitor Slovakia (1997)
- „Večný Rock & Roll“
- „Veľká Rocková lúpež“ – Laco Lučenič – (Laco Lučenič) – album: Zastávky na znamenie Opus (1987)
- „Veselé Vianoce“ – Senzus – (Jaromír Vomáčka) – album: Senzus 15, Veselé Vianoce – Slovenské koledy a Vianočné piesne SQ Music (1996)
- „Ver si sám“ – Martin Ďurinda – (Martin Ďurinda) – album: Perfektný Svet Monitor Slovakia (1997)
- „Vespresse neónových káv“ – Banket – (Svatopluk Juřík, Richard Müller) – vinyl: „Namyslená“ / „Espresso Tón“ Opus (1986)
- „V hybe“ – Senzus – (h: ) – album: Senzus – Modern Senzus Mix SQ Music (1999)
- „Vianoce sú keď…“ – Sonia, Peter Uherčík – (Peter Uherčík) (2021)
- „Vidiečan“ – Vidiek – (Ján Kuric) – album: Nechajte si ju Opus (1988)
- „Vina a trest“
- „Višne v čokoláde“
- „Víkendy“
- „Vírus“
- „Vlasy zo strún“
- „V narkóze“
- „Vodičák“
- „Vojak XY hlási príchod“ – Duo Haligali – (Oldřich Říha / Ladislav Vostárek, slovenský překlad: Daniel Mikletič & Martin Sarvaš) – album: Drobnosti majstrov SQ Music (1994)
- „Vojna je blbá“ – Martin Ďurinda – (Peter Uherčík) – album: Perfektný Svet Monitor Slovakia (1997)
- „Vpred!“ – Richard Müller, Banket – (Henrich Leško) – album: Vpred! Opus (1990)
- „Výťahová pieseň“ – Ventil RG – (Milan Tomčala) – album: Randal 2007 Universal Music Group (2007)
- „Vzťahy (Spomienka na Ventil RG)“ – Robo Grigorov – (Robo Grigorov) – album: Chýbaš mi Slovart Records (1992)

## Z
- „Za hlavou“
- „Zahoď stres!“ – Senzus – (h: ) – album: Senzus – Modern Senzus Mix SQ Music (1999)
- „Za sebou“ – Ventil RG – (Ján Kuric) – album: Randal 2007 Universal Music Group (2007)
- „Zberne hlavných hrdinov“
- „Zelený muž“
- „Zlo a dobro“
- „Zločin a trest“ – Robo Grigorov – (Robo Grigorov) – album: Balady (2006)
- „Zlodej nocí“ – Laco Lučenič – (Laco Lučenič) – album: Zastávky na znamenie Opus (1987)
- „Zmiznutá“ – Perinbaba – (Robo Bunča) – album: „Zmiznutá“ / „S nohou vo dverách“ (1987)
- „Zvony Vianoc“

## Ž
- „Ži rád“
- „Život instant“ – Ventil RG – (Milan Tomčala) – album: Randal 2007 Universal Music Group (2007)